# دومینیک کوزما
دومینیک کوزما (به انگلیسی: Dominik Kozma) (زادهٔ ۱۰ آوریل ۱۹۹۱) شناگر اهل مجارستان است.